# Piz Ot
Le piz Ot  est un sommet de la chaîne de l'Albula en Suisse.
Culminant à 3 247 m d'altitude, il se situe en Haute-Engadine. Son accès est possible par le télésiège Las Trais Fluors (2 752 m).